# امیلی هارت
امیلی هارت (انگلیسی: Emily Hart؛ زادهٔ ۲ مهٔ ۱۹۸۶) یک هنرپیشه اهل ایالات متحده آمریکا است. وی از سال ۱۹۹۶ میلادی تاکنون مشغول فعالیت بوده‌است. 
وی همچنین برنده جوایزی همچون جایزه هنرمند جوان شده است.
از فیلم‌های معروف او می‌توان به بازی در فیلم نه مرده اشاره کرد.